# Víctor Hugo Carrillo
Víctor Hugo Carrillo est un arbitre de football péruvien, né à Lima le 30 octobre 1975.

## Biographie
Avec plus de 100 matchs de compétitions inter-club de la CONMEBOL à son actif, Víctor Hugo Carrillo arbitre notamment le quart de finale de la Coupe du monde de football des clubs 2010 opposant le Seongnam Ilhwa Chunma à Al-Wahda Club. Il est également désigné arbitre de la finale de la Recopa Sudamericana 2016 entre River Plate et Independiente Santa Fe.
Au niveau local, il a arbitré plusieurs finales du championnat péruvien en 2009 (finale retour), 2011 (finale retour), 2012 (finale aller), 2013 (finale retour), 2014 (finale retour), 2016 (finale aller), 2018 (finale retour) et 2020 (finale retour).